# Laurent (Dakota du Sud)
 (avril 2014).
Pour les articles homonymes, voir Laurent.
Laurent est un projet de communauté dans le Comté de McCook dans le Dakota du Sud. Elle est prévue pour les gens sourds et les autres personnes qui utilisent la langue des signes. La ville a été nommée en l'honneur de Laurent Clerc, le fondateur de la première école pour sourds d'Amérique du Nord.

Ce projet a été récemment[Quand ?] modifié. La ville de Laurent serait construite dans l'Indiana et non plus dans le Dakota du Sud. Actuellement la Company a contacté plusieurs chaînes de restaurants ou d'hôtels qui sont prêts soit à vendre des franchises, soit à confier la gestion de leurs établissements aux sourds et malentendants. Ceux qui sont intéressés pourront également louer ou acheter des locaux pour ouvrir leurs propres petits commerces. Des emplois seront enfin disponibles dans les établissements publics comme la poste et la bibliothèque. L'ouverture d'un bowling ou d'une maison de retraite est aussi prévue.